# Hans Mild
Hans Hjalmar "Tjalle" Mild (født 31. juli 1934, død 23. december 2007) var en svensk fodbold-, bandy- og ishockeyspiller. Han har været på både fodbold- og ishockeylandsholdet for Sverige, og han var med til at vinde sølv ved vinter-OL 1964 i ishockey.
På klubniveau spillede han blandt andet i Djurgårdens IF, og han blev i slutningen af 1950'erne og begyndelsen af 1960'erne regnet som en af Sveriges stærkeste forsvarsspillere i fodbold. Han var med til at vinde to svenske mesterskaber for Djurgården i 1959 og 1964, og han modtog Guldbollen som bedste svenske fodboldspiller i 1964. Han debuterede på fodboldlandsholdet i 1955 i en kamp mod Irland. Han opnåede i alt 31 fodboldlandskampe og scorede ét mål. Han var dog ikke med på det svenske landshold, der vandt VM-sølv på hjemmebane i 1958; han var på det tidspunkt travlt optaget af at læse til eksamen på sit ingeniørstudium.
Han havde muligvis størst succes i ishockey, hvor han spillede han venstre wing. Han blev sammen med Djurgården svensk mester seks år i træk (1958-1963). Han spillede i alt 63 landskampe i ishockey, og han var blandet andet med til at vinde VM-sølv på hjemmebane i 1963, OL-sølv i 1964 samt fire EM-medaljer (bronze i 1959 og 1961, sølv i 1963 og 1964). Ved VM i 1963 blev han valgt til all-stars-holdet.
Mild havde også en pæn karriere i bandy og var flere gange udtaget til det svenske bandylandshold, men kom aldrig til at spille kampe der.
Efter sin aktive karriere blev Hans Mild ishockeytræner for flere svenske klubber, blandt andet for Djurgården 1975-1978.